# 里奧阿托

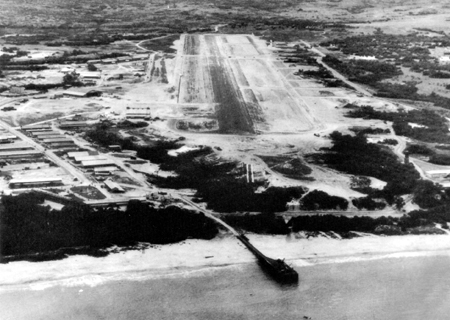
1940年的里奧阿托空軍基地

里奧阿托（西班牙語：Río Hato），是巴拿馬的城鎮，位於該國中部，由科克萊省的安通區負責管轄，面積140平方公里，海拔高度306米，2010年人口15,701，人口密度每平方公里112.2人。